# Mások
A Mások a magyarországi melegek, leszbikusok, biszexuálisok és transzneműek (közhasználatú rövidítéssel: LMBT emberek) kulturális és érdekvédelmi folyóirata, amely havonta jelent meg 1991 áprilisától. A nyomtatott formának a 207. szám mondott búcsút 2008 júniusában. Ezt követően még öt szám jelent meg 2008 decemberéig PDF formátumban (az utolsó összevont formában), 2009 márciusáig pedig az előző év végén létrehozott a Masok-hu blogon publikáltak cikkeket. A korábbi anyagok 2002 augusztusától 2008 végéig előbb a Masok.hu honlap archívumában szerepeltek, majd a pride.hu/masok címre költöztek, ahol 2018-ban már nem voltak elérhetők.
A Mások újság kiadója az 1991-ben alakult és 2008-ban megszűnt Lambda Budapest Meleg Baráti Társaság volt. (A lambda: λ a görög ábécé tizenegyedik betűje, a melegek egyik nemzetközi jelképe.) A lap szerkesztésére egy magánlakáson került sor. Nyomtatott kiadása a 2000-es években 5000 példányban jelent meg, 76 oldalon, és a Lapker Zrt. terjesztése folytán az ország minden nagyobb újságárusító helyén kapható volt. Példányait az Országos Széchényi Könyvtár és a Fővárosi Szabó Ervin Könyvtár, valamint a holland IHLIA–Homodok is gyűjtötte.

## Története
A Lambda Budapest Meleg Baráti Társaság az első kelet-közép-európai melegszervezetből, az 1988-ban alapított Homérosz Egyesületből jött létre az újság kiadására nem hivatalos formában 1989-ben. Ugyanazon évben adta ki először szamizdat formában a Mások néhány fénymásolt, stencilezett számát, majd 1991-ben formálisan is megalakult a szervezet. A lap hivatalosan (ISSN számmal) 1991 áprilisában jelent meg először, fekete-fehérben, A4-es méretben, 20 oldalon.
Az oldalszám fokozatosan növekedett, a borítót pedig az 1991/6. számtól kezdve műnyomópapírra cserélték. 1994 januárjában kisebb, B5-ös alakra váltott, oldalszámát pedig 52-re növelte. E-mailen 1995 decemberétől volt elérhető, honlapja pedig az első magyarországi webhelyek között, 1996. március közepén jött létre.
Az első színes borító 1997 októberében tűnt fel. Az 1998-as és 1999-es év számai A5-ös méretben, de tovább bővülő oldalszámban (64, majd 72 lap) láttak napvilágot. A lap 100. száma 1999 júliusában jelent meg. 2000-ben a kiadó visszatért a korábbi, B5-ös mérethez, amely azután is jellemezte a lapot. Az első színes oldalak – egy képregény apropóján – 2003 februárjában jelentek meg az újságban, számuk pedig fokozatosan emelkedett. 2004 júliusától a magazin teljes egészében műnyomópapíron jelent meg, 76 oldala közül pedig 48 színes volt (2006-os adat).
Árának alakulása: 38 Ft (az első szám), 48 Ft (1991 decemberéig), 98 Ft (1992 decemberéig), 148 Ft (1995 májusáig), 198 Ft (1996 januárjáig), 248 Ft (1997 márciusáig), 298 Ft (1999 áprilisáig), 395 Ft (2001 januárjáig), 2001 februárjától pedig egészen az utolsó lapszámig 495 Ft. (Az ár szinten tartásához 1997-től a vásárlók is hozzájárulhattak adójuk 1%-ának felajánlása révén.)

## Tartalma
Rovatainak szerkezete 1996 novemberétől fogva többé-kevésbé állandó volt: Hírek, Kultúra, Tükörkép, Óvó hely, Hirdetések, Információk. – Korábban (kb. 2004-2006-ig) szerepeltek még a Meleg front, Magyar tarka, Életmód címek is, amelyek tartalma beleolvadt a fentiekbe. Alkalomszerűen előfordult a Képregény, az Olvasói levelek és egy-két további rovat.
A fentiek az alábbi témákat takarták:
- kb. 20 oldalon magyar és külföldi hírek, riportok, interjúk és publicisztika, valamint számítógépes rovat és humor;
- 25-30 oldal kultúra (könyv- és filmkritika, színházi ajánló, novella, kulturális hírek);
- 10-12 oldalon apróhirdetések (budapesti és vidéki társkeresők, állás, lakás, adásvétel stb.);
- kb. 10 oldalnyi programajánló és információk (szórakozóhelyek, tévé-, rádió-, mozi- és színházműsor, társasági élet, sport, lelki segély, jogvédelem, felhívások stb.);
- a fennmaradó részben pedig képek és reklámok.

A cikkek tartalma az egész LMBT közösségnek szólt: melegtémák mellett a leszbikusok és transzneműek kérdéseivel is foglalkozott. A szolidan erotikus képanyag azonban a meleg férfiakat célozta, így olvasótábora is főként közülük került ki.

### Hosszabb sorozatai
Fókuszban (51 szám egy-egy különböző fókusztémával; 1998 márciusától 2002 májusáig):
- 1998: A fitnesz és az egészséges életmód, Különbejáratú paradicsom, A sokszínű divat, Gay Guide, Az otthon, A Gay Pride, A melegolimpia(wd), A számítógép, A lakoma, Az ünnep.
- 1999: Az újrakezdés, A maszk, A nő, A házi kedvenc, A szomszédaink, A coming out, Az évforduló [100. szám], A Gay Pride, A nyár hordaléka, Az iskola, A színház, A testvérek.
- 2000: 2000, A sport, A politika, A buzivicc, Az átváltozás, A társ, A kor, A Gay Pride, A fallosz, Az első élmény, A pénz, A család melege.
- 2001: A vendéglátás, Valentin-nap, Melegek az iskolában, Az elmúlt tíz év, A perverzió, A könyv, A fürdő, A Sziget, A világháló, A mimóza, A sereg, Az örökbefogadás.
- 2002: Micsoda malőr!, Állati homoszexualitás, A választás, A plakát, A nudizmus.

Melegek, akik formálták a világot (66 rész 2001 márciusától 2006 novemberéig, a szerző elhunytáig):
- 2001: Gilgames; Dávid és Jonatán; Akhilleusz; Platón; Vergilius; Michelangelo; Christopher Marlowe; William Shakespeare; Francis Bacon; de Sade márki.
- 2002: Byron; Gogol; Herman Melville; Walt Whitman; Rimbaud és Verlaine; Oscar Wilde; Thomas Mann; André Gide; Marcel Proust; Roger Martin du Gard; William Somerset Maugham; (a decemberi számban elmaradt).
- 2003: E. M. Forster; Samuel Butler(wd); Konsztandínosz Kaváfisz; Henry James; (a májusi számban elmaradt); Federico García Lorca; Jean Cocteau; Virginia Woolf; Jean Genet; Tennessee Williams; Hirschfeld, Auden, Isherwood és Hitler; Christopher Isherwood.
- 2004: Wystan Hugh Auden; Patrick White; Mihail Kuzmin(wd); Hart Crane(wd); Evelyn Waugh; Klaus Mann; Marguerite Yourcenar; Jack Kerouac; Allen Ginsberg; (az októberi számban elmaradt); Pier Paolo Pasolini; James Baldwin.
- 2005: Truman Capote; Misima Jukio; Gore Vidal; William Burroughs; Michel Foucault; Gertrude Stein; Hans Christian Andersen; David Herbert Lawrence; Joe Orton; Szerb Antal; Reinaldo Arenas; John Rechy(wd).
- 2006: Randy Shilts(wd); August Graf von Platen-Hallermünde(wd); Alan Hollinghurst; Ronald Firbank(wd); Stefan George; Carson McCullers; Noël Coward; Mary Renault; Karl Heinrich Ulrichs; Kertbeny Károly; Rózságh Endre[3].

## Külső hivatkozások
- Honlap (tükrözése a Pride.hu-n)
- A honlap archívuma (Internet Archive, 2007. december)
- Az utolsó szám PDF-ben (5,2 MB, Internet Archive, a pride.hu alatti tükörről)
- Másfél évtizede Mások (Népszabadság, 2006. április 13.)
- Elmúlt tizenöt év (a Mások visszaemlékezése a kezdetekre, 2006. április)
- A Mások újság története (Humen Online, 2021. november 1.)
- Valamennyi megjelent lapszám archívuma. (Hozzáférés: 2023. november 19.)